# MacDavid
MacDavid (Hebreeuws: מקדייויד) is een kleine fastfood-keten in Israël, in een markt die gedomineerd wordt door McDonald's en Burgeranch. 
De eerste MacDavid opende in 1978 op Frishman-straat 39 in Tel Aviv. Het netwerk breidde zich uit en had op het hoogtepunt in 1989 29 franchises. Met uitzonderingen in de plaatsen Haifa en Eilat, moest MacDavid inmiddels het onderspit delven in de zware concurrentiestrijd tegen de twee reuzen, McDonald's en Burgeranch, zodat er in 2005 nog maar 4 restaurants over zijn. De firma is niet de enige die de zware concurrentie nauwelijks aankon; de internationale bedrijven Burger King en Wendy's zijn inmiddels uit de hamburgermarkt in Israël verdreven.